# Neo Bomberman
Neo Bomberman es uno de los dos videojuegos de Bomberman desarrollados por Hudson Soft para ser lanzados en el hardware de Neo Geo, siendo Panic Bomber el otro juego. Fue distribuido en 1997, y a diferencia de Panic Bomber, un videojuego de puzles, Neo Bomberman conserva el tradicional modo de juego de la serie Bomberman.

## Modos de juego

### Modo Aventura
En este modo el jugador se mueve por distintas áreas repletas de monstruos cuyo objetivo es eliminarlos a todos en un límite de tiempo para poder acceder a la siguiente área. Jugando como un bomberman, el jugador puede poner bombas para destruir los bloques que obstaculizan el camino, pudiéndose mover libremente por toda el área y poder destruir a todos los monstruos para así acceder al siguiente área. Al destrozar algunos de los bloques esparcidos por toda el área es posible encontrar diversos objetos que ayuden al jugador a avanzar en la partida, incluyendo bombas por control remoto, aceleradores y corazones.
También es posible jugar a este modo 2 jugadores simultáneamente. Manejando uno al bomberman blanco y otro al bomberman negro, el objetivo es el mismo que si jugara un único jugador, destruir a todos los monstruos del área para avanzar al área siguiente. En este caso, al haber 2 jugadores, hay más posibilidades de éxito en la partida al poder ayudarse los jugadores entre sí.

### Modo Batalla
En el Modo Batalla, 1 o 2 jugadores pueden enfrentarse con hasta 2 jugadores controlados por la computadora en uno de los 10 escenarios diseñados específicamente para el juego multijugador. Los enfrentamientos pueden realizarse como batallas de todos contra todos o bien como batallas por equipos. Al igual que en el Modo Aventura, aquí también se puede hacer uso de distintos objetos para ayudarse a batir al resto de jugadores. Entre los objetos cabe destacar:
- Bombas extra: Da más bombas.
- Fire power: Un objeto en forma de fuego que aumenta el radio de explosión de las bombas.
- Los patines: Aumentan la velocidad del desplazamiento.
- Las botas: Da al bomberman la capacidad de patear las bombas lejos de él.
- Los guantes: Permite coger y lanzar las bombas. Si se golpea a otro bomberman de lado o de espalda con la bomba, sus objetos salen al tablero de nuevo.
- Traspasadora: Permite al usuario traspasar los bloques que solo pueden ser destruidos por las bombas.
- Bomba roja: Esta bomba es especial , este tipo de bomba permite destruir muchos más bloques de lo habitual causando un gran caos y destrucción en cruz.
- Bomba con detonador:Esta bomba solo puede ser explotada por el usuario pulsando el botón C ya que este es el detonador.
- Cráneo: Infecta al bomberman, haciéndolo poner todas las bombas que posee, caminar rápido o lento, invertir los controles, disminuir el radio de explosión de las bombas o prolongando el tiempo de detonación de la bomba.
- Huevo: Contiene monstruos que pueden ser montados.
- Robot mecánico: Funciona igual que el huevo contiene monstruos mecánicos que pueden ser montados.

Los personajes en el modo batalla son los siguientes:
- White.
- Black.
- Red.
- Blue.
- Rubber: Se convierte en una masa de hule que puede desplazarse sobre los bloques del tablero.
- Fake: Puede tomar la forma de los bloques que se encuentran en el juego o en su defecto toma la forma de una bomba para camuflarse en la batalla.
- Cat: Utiliza un poder que le permite correr en forma aleatoria para robar los objetos de su oponente cuando los toca.
- Honey: Transforma sus bombas en corazones que corren rápido y aleatoriamente en el área de juego explotando en cualquier momento.
- Hayate: Con sus habilidades ninjas puede poner bombas falsas, para engañar a su oponente.
- Kotetsu: Usando su espada de samurai se puede teletransportar hacia otro lugar.
- Gold: Puede correr rápidamente a través del área de juego.
- Atomic: Utiliza un escudo para evitar los daños causados por las explosiones.

Además los personajes tienen la posibilidad de encontrar huevos de dos tipos, mecánicos o biológicos, en los cuales hay monstruos que pueden ser montados para ayudarles en la batalla.
Los monstruos de los huevos mecánicos son:
- Nucha: Es una medusa, puede caminar sobre los bloques del juego.
- Dokyunn: Es un misil, puede ser disparado contra el oponente.
- Ridge Racer: Puede desplazarse rápidamente en el campo de batalla.
- Charge: Corre aleatoriamente a través del campo de batalla, robando los objetos del oponente cuando los toca.
- Gaikottsu: Es un cráneo con cuernos, infecta al oponente como lo haría un cráneo en el juego.

Los monstruos de los huevos biológicos son:
- Mr. Bird: Es un ave azul que levanta las bombas con su pico y las lanza hacia otro lugar del campo de batalla.
- Baketama: Es un renacuajo que transforma las bombas que pone en bloques, para engañar al enemigo.
- Onbu: Camina demasiado lento por el tablero.
- Dachon: Es una avestruz, se desplaza con mucha velocidad en el campo de batalla.
- Tamagon: Es un huevo que se autodestruye y destruye todos los bloques del campo de batalla.

- Datos: Q1145282